# حزب الإصلاح والتنمية (تونس)
حزب الإصلاح والتنمية، هو حزب سياسي تونسي سابق  كان يتزعمه محمد القوماني. كان وراء إنشاء الحزب مجموعة من الناشطين في تيار «الإسلاميين التقدميين» على رأسهم محمد القوماني الذي انتمى بين 2001 و2009 للحزب الديمقراطي التقدمي. نشط الحزب أولا من 2009 إلى 2011 كتيار سياسي وفي ماي 2010 ساهم صحبة أحزاب أخرى كحركة التجديد والتكتل في تأسيس تحالف المواطنة والمساواة  الذي ظل قائما إلى شهر جانفي 2011 تاريخ هروب بن علي. تحصل الحزب على التأشيرة في 22 أبريل 2011 ودعى للمشاركة في الهيئة العليا لتحقيق أهداف الثورة وفي أكتوبر 2011 رشح أثناء انتخابات المجلس الوطني التأسيسي 22 قائمة  إلا أنه تحصل على نسب ضئيلة من الأصوات. في نوفمبر 2012 انصهر الحزب مع التيار الإصلاحي للحزب الديمقراطي التقدمي وبعض المستقلين في حزب التحالف الديمقراطي. لم يدم توافق القوماني مع بقية مكونات الحزب الجديد طويلا على خلفية قبوله مبدأ المشاركة في الحكومة خلافا لمقررات مجلسه الوطني فانسحب في فيفري 2013  صحبه بعض مناصريه وأحيي من جديد حزب الإصلاح والتنمية فيما بقي عدد من قيادييه كعادل العمراني ومحمد بن قاقا في التحالف الديمقراطي. يصدر الحزب بصفة نصف شهرية مجلة إلكترونية تحمل اسم «الإصلاح»  ويديرها فيصل العش.
حلّ حزب الإصلاح والتنمية نفسه سنة 2015 .

## وصلات خارجية
- الإصلاح والتنمية على الفايسبوك حزب الإصلاح والتنمية  على فيسبوك.